# Acrotomodes unicolor
Acrotomodes unicolor là một loài bướm đêm trong họ Geometridae.